# 中村謙一郎
中村 謙一郎（なかむら けんいちろう）は元アニメーターのゲームクリエイター。九州出身。別名義に、P（パワー）・ウォリアーがある。

## 経歴
高校卒業後に上京して大張正己に師事し、『超獣機神ダンクーガ』でアニメーターデビュー。『らんま1/2』や『レモンエンジェル』など数々のテレビアニメやOVAで活躍した後、アニメーターを引退した。
同時期に自分で原画を描いた同人ゲームで稼いだ資金を元手に有限会社サイレンスを設立すると、アニメーター時代の人脈を活かし、現役有名アニメーターを原画に起用してのアニメーション付きパソコンゲーム制作に着手する。「サイレンス」ブランドからは一般ゲーム（『宝魔ハンターライム』など）、「ソニア」ブランドからはアダルトゲーム（『VIPER』シリーズなど）を発売したが、2004年に会社は解散した。
2007年にはテレビアニメ『獣装機攻ダンクーガノヴァ』でアニメ業界へ復帰した。

## 主な代表作

### アニメ
すべて「中村謙一郎」名義。

#### テレビアニメ
- 超獣機神ダンクーガ（動画）
- 魔動王グランゾート（原画）
- らんま1/2（原画）
- 機動戦士ガンダムΖΖ（原画）
- 機甲戦記ドラグナー（原画）
- レモンエンジェル（脚本・演出・キャラクターデザイン・原画・作画監督）
- 獣装機攻ダンクーガノヴァ（絵コンテ）
- BLUE DRAGON 天界の七竜（絵コンテ）
- バキ（絵コンテ）

#### OVA
- 魔物ハンター妖子（原画）
- バブルガムクライシス（原画）
- 冥王計画ゼオライマー（原画）
- SINGLES（原画）
- DETONATORオーガン（原画）
- うる星やつら 渚のフィアンセ（原画）
- レイナ剣狼伝説 I（原画）

#### 劇場アニメ
- うる星やつら いつだってマイ・ダーリン（原画）

### ゲーム

#### サイレンス
すべて「中村謙一郎」名義。
- 機甲装神ヴァルカイザー（監督・脚本・キャラクターデザイン・原画）
- 宝魔ハンターライム（監督・脚本）
- エキサイティングみるく（監督・脚本）

#### ソニア
すべて「P・ウォリアー」名義。
- あにまーじゃんシリーズ（監督・脚本・一部原画）
- VIPERシリーズ（監督・脚本・一部キャラクターデザイン・一部原画）
- ガイナロックR（監督・脚本・原画）